# Andreas Heraf
Andreas Heraf (* 10. September 1967 in Wien) ist ein ehemaliger österreichischer Fußballspieler und nunmehriger -trainer. Der defensive Mittelfeldspieler kam elfmal in der österreichischen Fußballnationalmannschaft zum Einsatz.

## Karriere

### Als Spieler
Der Wiener begann seine Karriere bei Graphia Wien, einem Verein der Wiener Liga. Bereits mit elf Jahren wechselte er in die Nachwuchsabteilung des SK Rapid Wien, wo er alle Nachwuchsjahrgänge durchlief. Heraf schaffte direkt vom Nachwuchs den Sprung in die Kampfmannschaft der Grün-Weißen und unterschrieb 18-jährig 1985 seinen ersten Vertrag als Fußballprofi.
Nach fast zehn Jahren beim Rekordmeister wechselte er 1988 zum First Vienna FC, wo er sich von Anfang an einen Stammplatz erkämpfte. Im Sommer 1991 wurde Heraf vom SV Austria Salzburg verpflichtet, wo er sich jedoch nicht anfreunden konnte, weshalb er nach nur einem halben Jahr von den Mozartstädtern zum SK Vorwärts Steyr wechselte.
Im Jänner 1994 wurde Heraf von Hannover 96 für die 2. Bundesliga verpflichtet, wo er wiederum nicht glücklich wurde. Nach dieser halben Saison bei den Niedersachsen kehrte er im Sommer 1994 wieder zurück nach Österreich. Der damals noch langmähnige defensive Mittelfeldspieler wechselte an seine erste Wirkungsstätte zum SK Rapid Wien. Von 1999 bis 2003 spielte er dann für den FC Kärnten, wo er seine aktive Laufbahn als Fußballspieler beendete.
Heraf nahm an der Fußball-Weltmeisterschaft 1998 in Frankreich teil, wurde jedoch von Teamchef Herbert Prohaska nicht eingesetzt. Insgesamt bestritt er für die österreichische Fußballnationalmannschaft elf Länderspiele und erzielte dabei ein Tor. Sein Debüt gab er 1996 gegen Ungarn in Budapest.

### Als Trainer
Die erste Trainerstation von Andreas Heraf, der bereits während seiner aktiven Fußballer-Laufbahn 1997 die UEFA-A-Lizenz mit Auszeichnung schaffte, war Austria Lustenau von 2003 bis 2005. Ab der 6. Spielrunde der Saison 2005/06 trainierte Heraf den SC Schwanenstadt, wo er den Aufstiegstrainer Andrzej Lesiak, der in den vorangegangenen fünf Ligapartien mit dem Klub sieglos geblieben war, ersetzte. Ab Jänner 2006 trainierte er für drei Bundesligaspiele den SV Pasching, wo er jedoch mit der Mannschaft und der Vereinsleitung nicht klarkam und von Dietmar Constantini im März abgelöst wurde. Ab Anfang September 2006 trainierte er wieder den SC Schwanenstadt, ehe er im Herbst 2007 zum SC-ESV Parndorf wechselte. Im Frühjahr wurde er von Johann Dihanich abgelöst.
Von Juli 2008 bis Juli 2017 war Heraf Trainer verschiedener österreichischen U20-Auswahl-Mannschaften und zudem Verantwortlicher im ÖFB für Nachwuchsförderung und die Akademien.
Darüber hinaus betätigte er sich als Kommentator beim TV-Sender Sky Austria (vormals Premiere), wo er für die Spiele der Ersten Liga zuständig war.
Am 24. August 2017 gab der neuseeländische Fußballverband New Zealand Football bekannt, dass Heraf als Technischer Direktor verpflichtet wurde.
Am 3. November 2017 wurde er zusätzlich Trainer der neuseeländischen Frauen-Nationalmannschaft Football Ferns. Nach Beschwerden aus der Frauenmannschaft, dass Heraf taktische und menschliche Mängel an den Tag gelegt hätte, wurde er am 20. Juni 2018 mit sofortiger Wirkung von beiden Posten suspendiert und eine verbandsinterne Untersuchung eingeleitet. Am 31. Juli 2018 erklärte Heraf seinen Rücktritt von beiden Funktionen.
Im Dezember 2018 wurde er Trainer des Zweitligisten Floridsdorfer AC. Im Mai 2019 trennte sich der FAC von Heraf.
Im Juli 2019 wurde er Co-Trainer von Gerald Baumgartner beim Zweitligisten SV Ried. Nachdem Heraf im Juli 2020 entlassen worden war, wurde er dort im März 2021 erneut Co-Trainer, diesmal unter Miron Muslić. Nach nur etwas über einer Woche als Co-Trainer übernahm er interimistisch das Cheftraineramt, nachdem Muslić zurückgetreten war. In den ersten acht Partien unter Heraf blieben die unter Muslić noch stark abstiegsgefährdeten Rieder ungeschlagen und fixierten so bereits zwei Spieltage vor Saisonende den Klassenerhalt. Daraufhin erhielt Heraf im Mai 2021 einen bis Juni 2023 laufenden Vertrag als Cheftrainer. Auch in die Saison 2021/22 starteten die Rieder solide, man holte aus den ersten neun Spielen jeweils drei Siege, Remis und Niederlagen. Im September 2021 ging Heraf aufgrund von Kehlkopfproblemen allerdings für über einen Monat in Krankenstand. Aus diesem sollte er jedoch nicht mehr zurückkehren, im November 2021 trennte sich Ried aufgrund von Auffassungsunterschieden über die zukünftige Ausrichtung des Vereins von Heraf.
Anfang Jänner 2022 ging Heraf nach 19 ½ Jahren wieder nach Deutschland und übernahm den Drittligisten Türkgücü München als Cheftrainer. Ende Jänner 2022 musste der Verein Insolvenz anmelden. Nach dem 26. Spieltag bestrafte der DFB die Münchner wegen der Insolvenz (9) und eines Auflagenverstoßes (2) mit einem Abzug von 11 Punkten. Damit rutschte die Mannschaft, die sich ohnehin im Abstiegskampf befunden hatte, mit nun 15 Punkten auf den letzten Platz und hatte 11 Punkte Rückstand auf einen Nicht-Abstiegsplatz. Ende März 2022 folgte nach dem 31. Spieltag der Saison 2021/22 die Einstellung der Spielbetriebs, womit alle bis dahin absolvierten Spiele annulliert wurden. Sportlich hatte Heraf mit der Mannschaft in 11 Drittligaspielen durch 3 Siege, 2 Unentschieden und 6 Niederlagen 11 Punkte geholt.
Nach der umstrittenen Entlassung von Roman Ellensohn wurde an Heiligabend 2022 Andreas Heraf als neuer Trainer von Schwarz-Weiß Bregenz vorgestellt. Mit Bregenz stieg er als Meister der Regionalliga West zu Saisonende in die 2. Liga auf. In dieser lief es weiterhin erfolgreich, sodass der Aufsteiger in der Winterpause der Saison 2023/24 auf dem dritten Platz rangierte. Im Dezember 2023 wurde Heraf dann als Trainer von Bundesligist Lustenau vorgestellt, bei dem er bereits zwischen 2003 und 2005 tätig gewesen war. Mit Lustenau stieg er aber zu Saisonende aus der Bundesliga ab, seinen ausgelaufenen Vertrag verlängerte er nach dem Abstieg nicht.
Zur Saison 2024/25 übernahm er im Anschluss den deutschen Regionalligisten BFC Dynamo. Anfang September trat er aus gesundheitlichen Gründen von seinem Amt zurück.

## Erfolge
- 11 Einsätze (1 Tor) in der österreichischen Fußballnationalmannschaft
- Teilnahme an der Fußball-WM 1998 in Frankreich
- Finale im Europapokal der Pokalsieger 1995/96
- 3-mal österreichischer Meister – 1987, 1988 und 1996 mit Rapid Wien
- 3-mal österreichischer Pokalsieger – 1987 und 1995 mit Rapid Wien sowie 2001 mit dem FC Kärnten
- 4-mal Österreichischer Supercupsieger